# Llista de reis de Navarra
La llista de reis de Navarra inclou els monarques del regne de Pamplona, predecessor del navarrès, des del primer monarca Ènnec Aritza fins a Sanç VI, primer monarca a prendre el títol de rei de Navarra; la llista de reis de Navarra fins a la seva divisió entre l'alta i la baixa navarra, la primera annexionada a la Corona de Castella i, després integrada a la Monarquia Hispànica, la segona es mantindrà independent fins a la seva integració a la Corona de França amb l'adveniment d'Enric III de Navarra com a rei de França. El títol s'ha mantingut a Espanya, mentre que a França desapareix amb la Revolució Francesa i la reorganització del territori francès en departaments.

## Dinastia Ènnega
Aquesta dinastia aconseguirà posar un control cristià a la zona de Navarra, amb el títol de «Rei de Pamplona», i es mantindrà fins al segle x, aturant les alternances de poder a Pamplona i mantenint amistat amb els seus familiars, els Banu Qasi.
| Període   | Monarca        | Raó                             |
| --------- | -------------- | ------------------------------- |
| 824 - 852 | Ènnec Aritza   |                                 |
| 852 - 870 | Garcia I       | Fill de l'anterior              |
| 870 - 882 | Garcia Ximenes | Regent en absència de Fortuny I |
| 882 - 905 | Fortuny I      | Fill de Garcia I                |
| 905?      | Garcia II      | Fill de l'anterior              |

## Dinastia Ximena
Fortuny va ser destronat i reclòs al monestir de Leire. La dinastia Ximena s'uneix a l'Ènnega a través del matrimoni de Toda Aznar, neta de Fortuny I. Els reis d'aquesta dinastia són els següents:
| Període     | Monarca                      | Raó                           |
| ----------- | ---------------------------- | ----------------------------- |
| 905 - 926   | Sanç I                       |                               |
| 927 - 931   | Ènnec Garcés i Ximeno Garcés | Co-regents per minoria d'edat |
| 931 - 970   | Garcia III                   | Fill de Sanç Garcés I         |
| 970 - 994   | Sanç II                      | Fill de l'anterior            |
| 994 - 1000  | Garcia IV                    | Fill de l'anterior            |
| 1000 - 1035 | Sanç III                     | Fill de l'anterior            |
| 1035 - 1054 | Garcia V                     | Fill de l'anterior            |
| 1054 - 1076 | Sanç IV                      | Fill de l'anterior            |
| 1076 - 1094 | Sanç V                       | Cosí de l'anterior            |
| 1094 - 1104 | Pere I                       | Fill de l'anterior            |
| 1104 - 1134 | Alfons I                     | Germà de l'anterior           |
| 1134 - 1150 | Garcia VI                    | Escollit per nobles i prelats |

A mitjans de 1162, Sanç VI pren la decisió de substituir el títol pamplonès pel de «Rei de Navarra»:
| Període     | Monarca  | Raó                |
| ----------- | -------- | ------------------ |
| 1150 - 1194 | Sanç VI  | Fill de l'anterior |
| 1194 - 1234 | Sanç VII | Fill de l'anterior |

## Dinastia Xampanya
El 1234, Sanç VII mor sense fills legítims. L'hereu legítim per a Navarra va ser Teobald IV de Xampanya, primogènit de Blanca de Navarra, germana de Sanç VII, iniciant la dinastia Xampanya a Navarra:
| Període     | Monarca    | Raó                         |
| ----------- | ---------- | --------------------------- |
| 1234 - 1253 | Teobald I  | Nebot de l'anterior         |
| 1253 - 1270 | Teobald II | Fill de l'anterior          |
| 1270 - 1270 | Enric I    | Germà de l'anterior         |
| 1274 - 1305 | Joana I    | Filla de l'anterior         |
| 1284 - 1305 | Felip I    | Rei jure uxoris amb Joana I |

## Dinastia Capeto de Hutin
A la mort de la reina Joana, el seu fill, Lluís de Hutin, va ser proclamat rei de Navarra; la corona navarresa s'unia durant aquest període a la francesa:
| Període     | Monarca   | Raó                          |
| ----------- | --------- | ---------------------------- |
| 1305 - 1316 | Lluís I   | Fill de l'anterior           |
| 1316        | Joan I    | Fill de l'anterior           |
| 1316 - 1322 | Felip II  | Germà de Lluís I             |
| 1322 - 1328 | Carles I  | Germà de l'anterior          |
| 1328 - 1349 | Joana II  | Filla de Lluís I             |
| 1328 - 1343 | Felip III | Rei jure uxoris amb Joana II |

## Dinastia d'Évreux
Joana II va casar-se amb Felip d'Evreux i, amb aquest matrimoni, inicia una nova dinastia en els seus fills:
| Període     | Monarca    | Relació             |
| ----------- | ---------- | ------------------- |
| 1349 - 1387 | Carles II  | Fill de l'anterior  |
| 1387 - 1425 | Carles III | Fill de l'anterior  |
| 1425 - 1441 | Blanca I   | Filla de l'anterior |

## Dinastia Trastàmara
A la mort de Blanca I, Joan II d'Aragó va seguir regnant i ostentant el títol de rei de Navarra, segons havia dictat en el seu testament la seva esposa que, de manera confusa, nomenava hereu a Carles de Viana, però pregava que no prengués el títol de rei mentre visqués el seu pare. Aquest fet va contribuir a l'esclat de la guerra civil navarresa entre pare i fill, que s'uní després, també, a la guerra civil catalana. La guerra entre els dos bàndols es perllongà fins a la mort de Carles el 1461.
| Període     | Monarca   | Raó                          |
| ----------- | --------- | ---------------------------- |
| 1425 - 1479 | Joan II   | Rei jure uxoris amb Blanca I |
| 1441 - 1450 | Carles IV | Rei de dret                  |
| 1461 - 1464 | Blanca II | Reina de dret                |
| 1479        | Elionor I | Filla de l'anterior          |

## Dinastia Foix
Elionor I estava casada amb Gastó IV de Foix, el seu fill Gastó de Foix va ser príncep de Viana, però a la mort d'aquest, el successor va ser el seu fill Francesc Febus.
| Període     | Monarca    | Raó                   |
| ----------- | ---------- | --------------------- |
| 1479 - 1483 | Francesc I | Net de l'anterior     |
| 1483 - 1513 | Caterina I | Germana de l'anterior |

## Divisió del regne

### Alta Navarra

#### Dinastia Trastàmara
Francesc i Caterina serien els únics representants de la dinastia dels Foix a l'Alta Navarra, el 1492, el seu oncle Ferran II d'Aragó ocupa la major part de Navarra i l'annexiona a la Corona d'Aragó, si bé el 1515 les corts castellanes reunides a Burgos va annexionar-la a la Corona de Castella. Des d'ençà, a l'Alta Navarra regnen els reis de Castella i, després, d'Espanya:

### Baixa Navarra

#### Dinastia Albret
D'altra banda, els descendents de Caterina, nascuts com a membres de la dinastia Albret, pel matrimoni de la seva mare amb Joan Albret, van continuar regnant a la Baixa Navarra.
| Període     | Monarca   | Raó                           |
| ----------- | --------- | ----------------------------- |
| 1484 - 1516 | Joan III  | Espòs de l'anterior           |
| 1518 - 1555 | Enric II  | Fill de l'anterior            |
| 1555 - 1572 | Joana III | Filla de l'anterior           |
| 1555 - 1562 | Antoni I  | Rei jure uxoris amb Joana III |

#### Dinastia Borbó
Joana III va casar amb Antoni de Borbó, traspassant el regne de Navarra dels Albret als Borbó. L'hugonot Enric III va regnar a França com Enric IV, sent reconegut com a rei de França pels Estats Generals a Blois el 1593, després que es convertís al catolicisme, a la mort d'Enric III de França sense descendents.
| Període     | Monarca   | Raó                |
| ----------- | --------- | ------------------ |
| 1572 - 1610 | Enric III | Fill de l'anterior |
| 1610 - 1620 | Lluís II  | Fill de l'anterior |

El 1607 Enric decretà la unió de les dues corones, quedant Navarra com a «país d'estat», amb autonomia pròpia, retallada pel seu fill Lluís II el 1611, el qual finalment incorporaria el regne de Navarra als territoris de la Corona de França el 1620, convertint el títol navarrès en un dels del rei de França. Tot i així, mantindria aquesta autonomia fins a l'abolició del títol i la reorganització de les regions franceses arran de l'esclat de la Revolució Francesa.